# Arteria cervical profunda
La arteria cervical profunda es una arteria del cuello. Se origina como rama externa de la subclavia; unas veces nace aisladamente y otras por un tronco común con la intercostal superior (tronco cervicointercostal o costocervical).

## Trayecto
Nace, en la mayoría de los casos, del tronco costocervical, y es análoga a la rama posterior de una arteria intercostal posterior; ocasionalmente, es una rama separada de la arteria subclavia.
Pasando hacia atrás, sobre el octavo nervio cervical y entre la apófisis transversa de la séptima vértebra cervical y el cuello de la primera costilla, discurre hacia arriba por la parte posterior del cuello, entre el músculo semiespinoso de la cabeza y el músculo semiespinoso cervical, llegando hasta la vértebra axis, irrigando estos músculos y sus adyacentes, y anastomosándose con la división profunda de la rama descendente de la arteria occipital, y con ramas de la arteria vertebral.
Emite una pequeña rama espinal que entra en el canal a través del foramen intervertebral entre la séptima vértebra cervical y la primera vértebra torácica.

## Ramas
Presenta ramas espinales que penetran en el conducto vertebral por el último agujero intervertebral de la región cervical; da dos ramos cervicales, uno ascendente y otro descendente.

## Distribución
Se distribuye hacia los músculos profundos del cuello.